# Marilene Villas-Boas
Marilene Villas-Boas Pinto (Rio de Janeiro, 8 de julho de 1948 -  Rio de Janeiro, 3 de abril de 1971) foi uma guerrilheira brasileira, integrante da luta armada contra a ditadura militar brasileira entre 1964-1985. Nesse período, recebeu o codinome de Índia.

## Biografia
Descendente do Barão de Nova Friburgo, filha do neurocirurgião Feliciano Pinto e de Avelina Villas-Boas Pinto, ex-estudante de Psicologia na Universidade Santa Úrsula, no Rio de Janeiro, sua militância estudantil a fez ser perseguida pelo regime militar, o que a levou a entrar na clandestinidade, passando a integrar a organização de extrema-esquerda Aliança Libertadora Nacional (ALN) e posteriormente o Movimento Revolucionário 8 de Outubro (MR-8).
Seu confronto com as forças da repressão se deu na noite de 2 de abril de 1971, no 'aparelho' ocupado por ela e seu companheiro, Mário Prata, numa rua do bairro de Campo Grande, subúrbio do Rio de Janeiro.
Um cabo pára-quedista morador da rua Niquelândia, naquele bairro, desconfiava do comportamento do casal de vizinhos e levou o caso a seus superiores. Durante o dia, quando o casal se ausentou da residência, homens da Brigada Aeroterrestre entraram na casa e descobriram ser um aparelho. No local, encontraram um arsenal, composto de uma sub-metralhadora, três fuzis, três pistolas, duas granadas e três quilos de explosivos. Por volta das 23 horas, dezenas de agentes tocaiavam a casa quando o casal apareceu, num táxi. O comandante da operação, major José Júlio Toja Martinez Filho parou o táxi e pediu os documentos do casal. Marilene, de dentro dele, abriu a bolsa, puxou um revólver e atirou no militar, matando-o com um tiro no tórax. No tiroteio que se seguiu, Prata foi morto e Marilene ferida.
Entregue pelos militares aos agentes do DOPS, mesmo ferida no tiroteio Marilene foi torturada até ser morta com um tiro no pulmão. Provavelmente, sua tortura e assassinato se deu na Casa da Morte, local clandestino de tortura na cidade serrana de Petrópolis sendo identificada por outra guerrilheira prisioneira no local, Inês Etienne Romeu, em depoimento dado ao processo do CDDPH no Ministério da Justiça, em 1997. O que aconteceu com Marilene na tortura chocou os pára-quedistas companheiros de Toja. Segundo relataria quatorze anos depois o coronel Idyno Sardenberg, "os pára-quedistas não tiveram nada a ver com o que fizeram com ela. No caixão, estava arrumada, estava inteira. Mas era enfeite" 
Seu atestado de óbito dá sua morte como 3 de abril de 1971, aos 22 anos de idade, no HCE (Hospital Central do Exército). Seu corpo foi enterrado em caixão lacrado em 5 de abril pela família, no Cemitério São Francisco Xavier, no Rio, entre provocações de militares à paisana à familiares e amigos.
Seu nome hoje batiza uma rua na cidade de São Paulo.